# Egy kutya négy élete
Az Egy kutya négy élete (eredeti cím: A Dog’s Purpose) 2017-ben bemutatott amerikai filmvígjáték-dráma Lasse Hallström rendezésében. A forgatókönyvet W. Bruce Cameron 2010-es azonos című regénye alapján Cameron, Cathryn Michon, Audrey Wells, Maya Forbes és Wally Cameron írta. A főbb szerepekben Britt Robertson, KJ Apa, Juliet Rylance, John Ortiz és Dennis Quaid látható. Josh Gad a főszereplő kutyák eredeti hangját kölcsönzi.
Az Amerikai Egyesült Államokban 2017. január 27-én mutatták be. Magyarországon január 26-án jelent meg szinkronizálva a Freeman Film forgalmazásában. 
Folytatása, az Egy kutya négy útja 2019-ben került a mozikba.

## Cselekmény
|  | Alább a cselekmény részletei következnek! |

A film egy olyan kutyát követ végig a születésétől a haláláig, amelynek az egész életét, az öt reinkarnációhoz, különböző kutyafajtákhoz hasonlítják. Minden alkalommal, amikor a szelleme/lelke újszülött és reinkarnálódott egy másik kutya testébe, életről halálra meséli el történet, kivéve a legutóbbi életét.
Valamikor az 50-es években egy kiskutya azon gondolkozik, mi lehet az élet igazi értelme. Élete sajnos nem túl hosszú - még pár hónapos korában elviszi a sintér és elaltatják. Ekkor még úgy véli, talán a játék az élet értelme.
A lelke azonban reinkarnálódik, egy golden retriever testében. Egy kutyaszaporítótól szökik meg, majd két ember befogja azzal, hogy busás pénzért eladják. Bezárják egy kocsiba, majd elmennek. Mielőtt hőgutát kapna, egy fiatal fiú, Ethan menti meg, és hazaviszi. Miután meggyőzi nagy nehezen az apját is, hogy náluk maradhat, a kutyát Baileynek nevezi el. Bailey és Ethan nagyon közel kerülnek egymáshoz: elválaszthatatlanok lesznek, különösen a nyáron, amikor Ethan anyai nagyszüleihez mennek. Bailey úgy érzi, az élete értelme Ethan maga.
Közben eltelnek az évek, és Ethan apja, a munkában való sikertelensége miatt alkoholista lesz. Egyik nyáron Ethan és Bailey ellátogatnak a búcsúba, ahol megismeri Hannah-t, akivel elkezd randevúzni. Együtt töltik az egész nyarat, és azt tervezik, hogy azután is együtt maradnak: Ethan sikeres amerikai focista, és sportösztöndíj várományosa, Hannah pedig utánamenne. Egyik este aztán arra megy haza, hogy a szülei végzetesen összevesztek az apja alkoholista életmódja miatt, és az apja elköltözött otthonról.
Később Ethan sikeresen megkapja az ösztöndíjat, ám a sikeres meccset követő ünneplést a részeg apja rontja el. Todd, a rá féltékeny és őt utáló iskolatársa becsmérlő szavakkal illeti őket, ezért Ethan leüti őt. Aznap este Todd bosszúból tűzijátékot dob a házukra, ami kigyullad. Bailey felébreszti Ethant, aki aztán megmenti a családot. Az ablakon keresztül kell menekülniük, és végül Ethannek ugrania kell, ami miatt megsérül a lába, és így búcsút kell intenie a sportkarrierjének. Ethan ezután mezőgazdasági iskolába kell, hogy menjen, azzal a céllal, hogy majd átveszi a nagyszülei farmját. Teljesen elkeseredve és apatikus állapotában szakít Hannah-val is, majd amikor eljön az ideje és iskolába megy, Baileyt is a nagyszüleinél hagyja. Bailey nem sokkal később megöregszik és egyre fáradtabb lesz. Egy nap már nem lehet megmenteni az életét: a nagyszülők állatorvoshoz viszik, ahol Baileyt el kell altatni, de utolsó perceiben vele van Ethan is.
Ezután ismét reinkarnálódik, méghozzá egy szuka német juhász testében, akit Ellie-nek hívnak. Ellie egy rendőrkutya, aki a chicagói rendőrségen dolgozik, partnere pedig egy özvegy rendőr. Élete kemény munka, és úgy véli, hogy a dolgok keresése az élet értelme. Kettejük közt különleges kapcsolat kezd kialakulni, mígnem egy nap Ellie megment egy kisgyereket az elrablójától, és amikor meg akarja védeni gazdáját a gazembertől, az lelövi. Könnyes szemekkel próbál segítséget hívni, de végül Ellie is eltávozik az élők sorából.
A nyolcvanas évek közepén újra reinkarnálódik, ezúttal egy welsh corgi testében, akit Tinónak hívnak. Egy atlantai diáklány, Maya az új gazdája, és úgy véli, az élete célja, hogy boldogságot csempésszen az életébe. Összehozza egy egyetemista társával, akivel összeházasodnak és gyerekeik is születnek. Tino a férfi kutyájával, Roxyval is nagyon jól kijön, de összetörik a szíve, amikor Roxy egy nap elmegy az állatorvoshoz, és aztán többé nem tér vissza. Bánatában elpusztul, de előtte megköszöni Mayának, hogy az addigi legjobb életét élhette.
Ismét reinkarnálódik, ezúttal egy keverék kutya testében. Egy nő fogadja be, akinek az élettársa nem foglalkozik vele, és kiköti a ház elé, miután túl nagyra nőtt. Végül egy nap elviszik és kiteszi a város szélén. Keresvén az élete célját, kóborolni kezd. Hirtelen ismerős szagokat érez: megtalálja először Hannah lányát, majd kóborlása során eltalál a régi farmra, ahol Ethan dolgozik. Ethan magányosan tölti éveit, és amikor találkoznak, úgy dönt, menhelyre viszi a kutyát. Később meggondolja magát, és befogadja őt, akit Cimbinek nevez el. Cimbi, aki rájön, hogy mi is az élete értelme, megkeresi Hannah-t, és újra összehozza Ethannel, akivel végül összeházasodnak.
Ezután Cimbi már csak egy dolgot szeretne: megmutatni Ethannek, hogy ő Bailey. Olyan trükköket mutat be, amiket csak Bailey tudhat. Ethan, amikor rájön erre, öreg barátjának adja régi nyakörvét. Ő pedig megfejti, mi a kutya életének a célja: a játék, megmenteni másokat, nem hagyni, hogy a múltbeli dolgok miatt szomorkodjunk, találni valakit, aki mellett lehet, és a mában élni.
|  | Itt a vége a cselekmény részletezésének! |

## Szereplők
| Szerep                                        | Színész                    | Magyar hang     |
| --------------------------------------------- | -------------------------- | --------------- |
| Toby / Bailey / Ellie / Tino / Buddy (hangja) | Josh Gad                   | Görög László    |
| Ethan Montgomery                              | Dennis Quaid (idősen)      | Kőszegi Ákos    |
| Ethan Montgomery                              | KJ Apa (tinédzserként)     | Czető Roland    |
| Ethan Montgomery                              | Bryce Gheisar (gyerekként) | Pál Dániel Máté |
| Elizabeth Montgomery, Ethan édesanyja         | Juliet Rylance             | Balsai Móni     |
| Hannah                                        | Peggy Lipton (idősen)      | Kovács Nóra     |
| Hannah                                        | Britt Robertson (fiatalon) | Kardos Eszter   |
| Carlos Ruiz                                   | John Ortiz                 | Scherer Péter   |
| Jim Montgomery, Ethan apja                    | Luke Kirby                 | Király Attila   |
| Bill, Ethan nagyapja                          | Michael Bofshever          | Kertész Péter   |
| Fran, Ethan nagyanyja                         | Gabrielle Rose             | Zsurzs Kati     |

## A film készítése
A film forgatása 2015. augusztus 17-én kezdődött. 

## Fogadtatás
A film általánosságban vegyes értékeléseket kapott a kritikusoktól. A Metacritic oldalán a film értékelése 43% a 100-ból, ami 32 véleményen alapul. A Rotten Tomatoeson az Egy kutya négy élete 29%-os minősítést kapott, 120 értékelés alapján.
Bevételi szempontból a film jól teljesített: 22 millió dolláros költségvetésével szemben több mint 193 millió dollár bevételt ért el világszerte.